# 비고스
비고스(폴란드어: bigos)는 폴란드의 스튜이다. 채썬 양배추와 카푸스타 크바쇼나(자우어크라우트), 여러 가지 고기와 소시지 등을 넣어 끓인 음식으로, 이웃한 리투아니아, 벨라루스, 우크라이나 등에서도 즐겨 먹는다. 폴란드의 국민 음식 가운데 하나로 여겨진다.

## 이름
폴란드어 "비고스(bigos)"의 어원은 독일어일 것으로 추정되며, 여러 가지 설이 있다. 엘주비에타 소볼의 외래어 사전에서는 "(물 등 액체를) 붓다, 끼얹다, 뿌리다"를 뜻하는 독일어 동사 "베기센(begießen)"의 과거 분사 형태인 "베고센(begossen)"을 어원으로 제시하고 있으며, 비슷하게 예지 브랄치크의 책에서도 어원을 "소스"를 뜻하는 옛 독일어 "바이구스(Beiguss)"로 들고 있다. 알렉산데르 브뤼크네르는 "비고스"의 어원을 "납 조각"을 뜻하는 독일어 "블라이구스(Bleiguss)"로 제시하며, 녹인 납을 물에 떨어트려 점을 치는 관습과 관련이 있다고 적었다. 마리아 뎀빈스카는 이 가설을 기각하며, "썰다, 토막내다"를 뜻하는 옛 독일어 동사 "베켄(becken)" 또는 "불가리스쑥"을 뜻하는 고대 고지 독일어 "비보츠(bībōz)"를 대안적 어원으로 제시한다.
비고스가 리투아니아에서는 비구사스(리투아니아어: bigusas), 벨라루스에서는 비하스(벨라루스어: бігас), 우크라이나에서는 비호스(우크라이나어: бігос)로 불린다. 

## 만들기
프라이팬에 돼지고기, 쇠고기 등 고기와 키에우바사, 베이컨 등 훈제육을 브라우닝하고 기름을 낸 다음, 그 기름에 마늘, 양파 등 향신채와 물에 불려 둔 마른 버섯(주로 그물버섯)을 볶는다. 익혀둔 고기와 버섯, 향신채는 채썬 양배추와 즙을 따라낸 카푸스타 크바쇼나(자우어크라우트)와 함께 프룬, 월계수 잎, 파프리카가루, 소금과 후추 등을 넣어 냄비에 익히는데, 이때 고기와 향신채, 버섯을 볶았던 팬에 적포도주를 부어 퐁을 디글레이징한 다음, 냄비에 부어 함께 스튜한다. 토마토 퓌레나 토마토 페이스트를 넣는 경우도 있으며, 올스파이스, 캐러웨이, 마조람, 백리향 등을 넣기도 한다.

## 사진

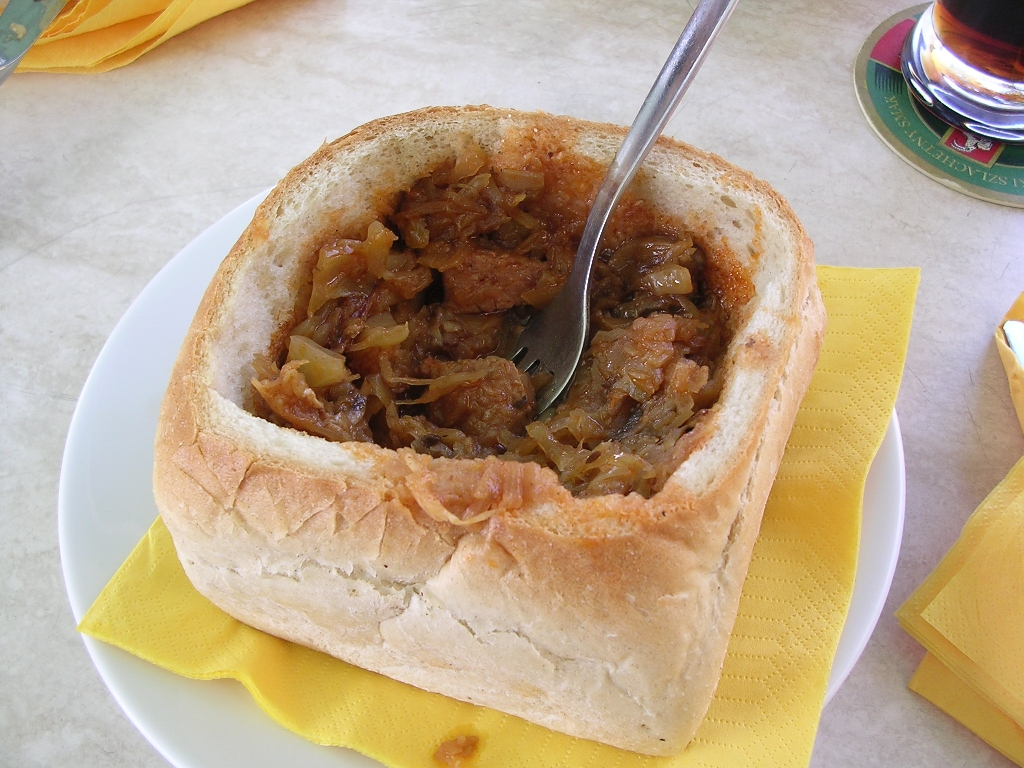
빵에 담아 낸 비고스

## 같이 보기
- 양배추 스튜
- 카푸스타